# Schloßgattendorf
Schloßgattendorf (früher auch Schloß Gattendorf) ist ein Gemeindeteil der Gemeinde Gattendorf im Landkreis Hof (Oberfranken, Bayern). Schloßgattendorf liegt in der Gemarkung Gattendorf.

## Geografie
Das Dorf liegt am Quellitzbach, einem rechten Zufluss der Südlichen Regnitz. Der Bergwald mit der darauf befindlichen Ruine gilt als Naturdenkmal. Eine Gemeindeverbindungsstraße führt 0,4 km nordwestlich bzw. 0,7 km östlich zur Staatsstraße St 2192. Anliegerwege führen nach Quellitzmühle (1,2 km südwestlich) und nach Quellitzhof (1,6 km südlich).

## Geschichte
Im Ort befindet sich das Schloss Gattendorf, die Vorgängerburg wurde erstmals 1294 urkundlich erwähnt. An deren Stelle wurde nach 1700 das heutige Barockschloss errichtet.
Gegen Ende des 18. Jahrhunderts bestand Schloßgattendorf – auch Schloßgattendorf genannt – aus 21 Häusern. Die Hochgerichtsbarkeit wie auch die Grundherrschaft über sämtliche Anwesen hatte das Reitzenstein’sche Rittergut Gattendorf.
Von 1797 bis 1810 unterstand Schloßgattendorf dem Justiz- und Kammeramt Hof. Infolge des Ersten Gemeindeedikts wurde Schloßgattendorf dem 1812 gebildeten Steuerdistrikt Gattendorf und der zugleich entstandenen Ruralgemeinde Gattendorf zugewiesen.

### Baudenkmäler
In Schloßgattendorf gibt es drei Baudenkmäler:
- Burgruine
- Steinkreuz
- Schloßplatz 6: Schloss

### Einwohnerentwicklung
| Jahr      | 1819  | 1861   | 1871   | 1885   | 1900   | 1925   | 1950   | 1961   | 1970   | 1987   | 2015  |
| Einwohner | *     | 221    | 233    | 184    | 229    | 230    | 222    | 229    | 186    | 135    | 129   |
| Häuser    |       |        |        | 32     | 33     | 29     | 31     | 38     |        | 38     |       |
| Quelle    | [ 8 ] | [ 12 ] | [ 13 ] | [ 14 ] | [ 15 ] | [ 16 ] | [ 17 ] | [ 18 ] | [ 19 ] | [ 20 ] | [ 1 ] |

## Religion
Schloßgattendorf ist seit der Reformation evangelisch-lutherisch geprägt und bis heute nach Schloßgattendorf gepfarrt.